# Joe Strummer: The Future Is Unwritten
 (décembre 2024).
Si vous disposez d'ouvrages ou d'articles de référence ou si vous connaissez des sites web de qualité traitant du thème abordé ici, merci de compléter l'article en donnant les références utiles à sa vérifiabilité et en les liant à la section « Notes et références ».
Pour plus de détails, voir Fiche technique et Distribution.
Joe Strummer: The Future Is Unwritten est un film documentaire britannique de Julien Temple sur le leader du groupe punk The Clash, sorti en France le 11 juillet 2007.

## Fiche technique
- Titre : Joe Strummer: The Future Is Unwritten
- Réalisation : Julien Temple
- Photographie : Ben Cole et Ivan Suvanjieff
- Montage : Niven Howie, Mark Reynolds et Tobias Zaldua
- Production : Anna Campeau, Alan Moloney et Amanda Temple
- Société de production : Parallel Film Productions, Film4, Nitrate Films et Sony BMG Feature Films
- Société de distribution : Surreal Films (France)
- Pays :  Irlande et  Royaume-Uni
- Genre : Documentaire
- Durée : 124 minutes
- Dates de sortie : 
  -  Irlande /  Royaume-Uni : 18 mai 2007
  -  France : 11 juillet 2007

## Accueil
Le film a reçu un accueil favorable de la critique. Il obtient un score moyen de 79 % sur Metacritic.